# Robert Fergusson

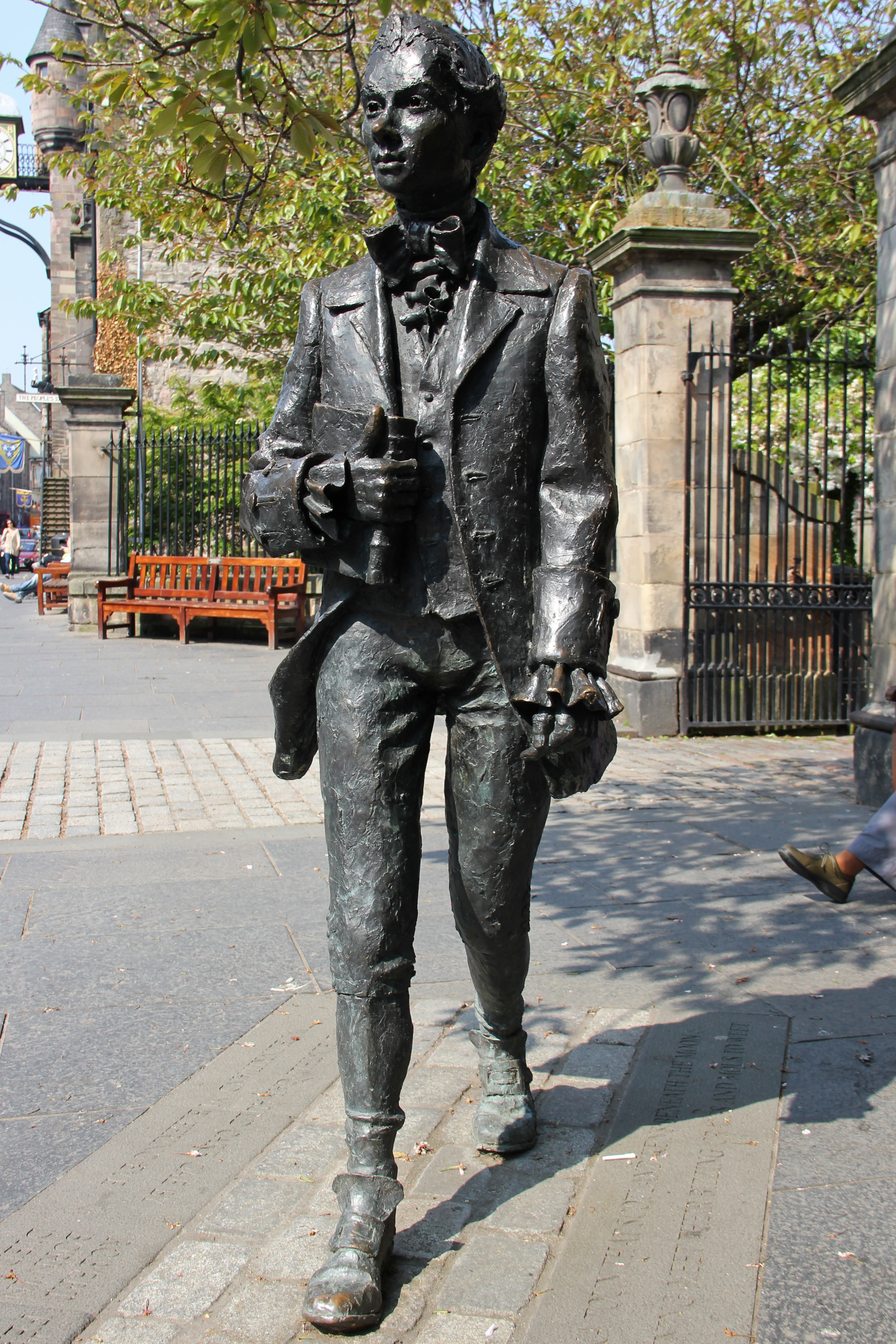
Statue von Robert Fergusson in der Canongate – einem Abschnitt der Royal Mile – von Edinburgh

Robert Fergusson (* 5. September 1750 in Edinburgh; † 16. Oktober 1774 ebenda) war ein schottischer Dichter.

## Leben
Nach dem Besuch von der High School in Edinburgh und Dundee absolvierte er ein Studium an der University of St Andrews und wurde danach Mitarbeiter im Kommissariat für Edinburgh. Durch seine seit 1771 in der Zeitschrift Weekly Magazine erschienenen Gedichte erreichte er lokale Bekanntheit. Nach einem starken, von dem Geistlichen John Brown beeinflussten religiösen Interesse, verfiel er in eine tiefe Depression. Nachdem er von einer Treppe stürzte, wurde er wahnsinnig und starb schließlich in einer öffentlichen Nervenklinik.

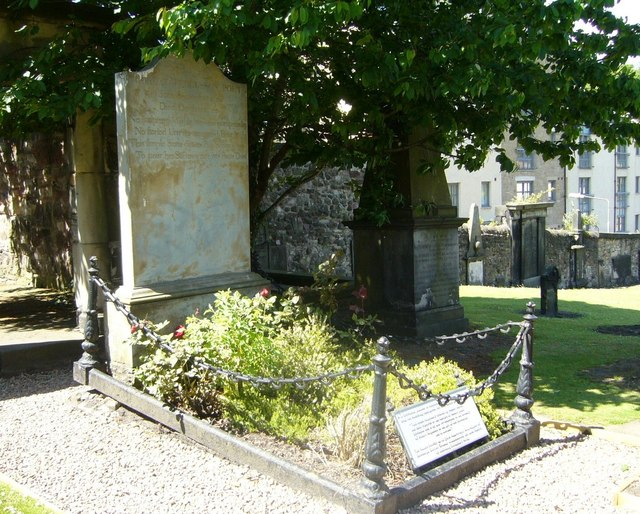
Grab von Robert Fergusson auf dem Canongate Kirkyard

Fergusson hinterließ 33 Gedichte in Scots sowie 50 Gedichte in Englisch. Sein bekanntestes Gedicht Auld Reekie (1773) handelt von einem Tag im Leben der Stadt Edinburgh, die seine maßgebliche Wirkungsstätte war.
Zu seinen weiteren bekannten Gedichten gehören Elegy on the Death of Scots Music, sein erstes veröffentlichtes Gedicht The Daft Days, Hallow Fair, To the Tron Kirk Bell, Leith Races sowie das satirische The Rising of the Session.
Mit seinen Werken beeinflusste Fergusson sowohl zeitgenössische Dichter wie Robert Burns, der 1789 einen Grabstein auf Fergussons letzte Ruhestätte errichten ließ, als auch die Werke späterer Poeten wie Robert Garioch, der ein Sonett für den Grabstein verfasste und ihm das Gedicht The Muir widmete.